# Susse Frères

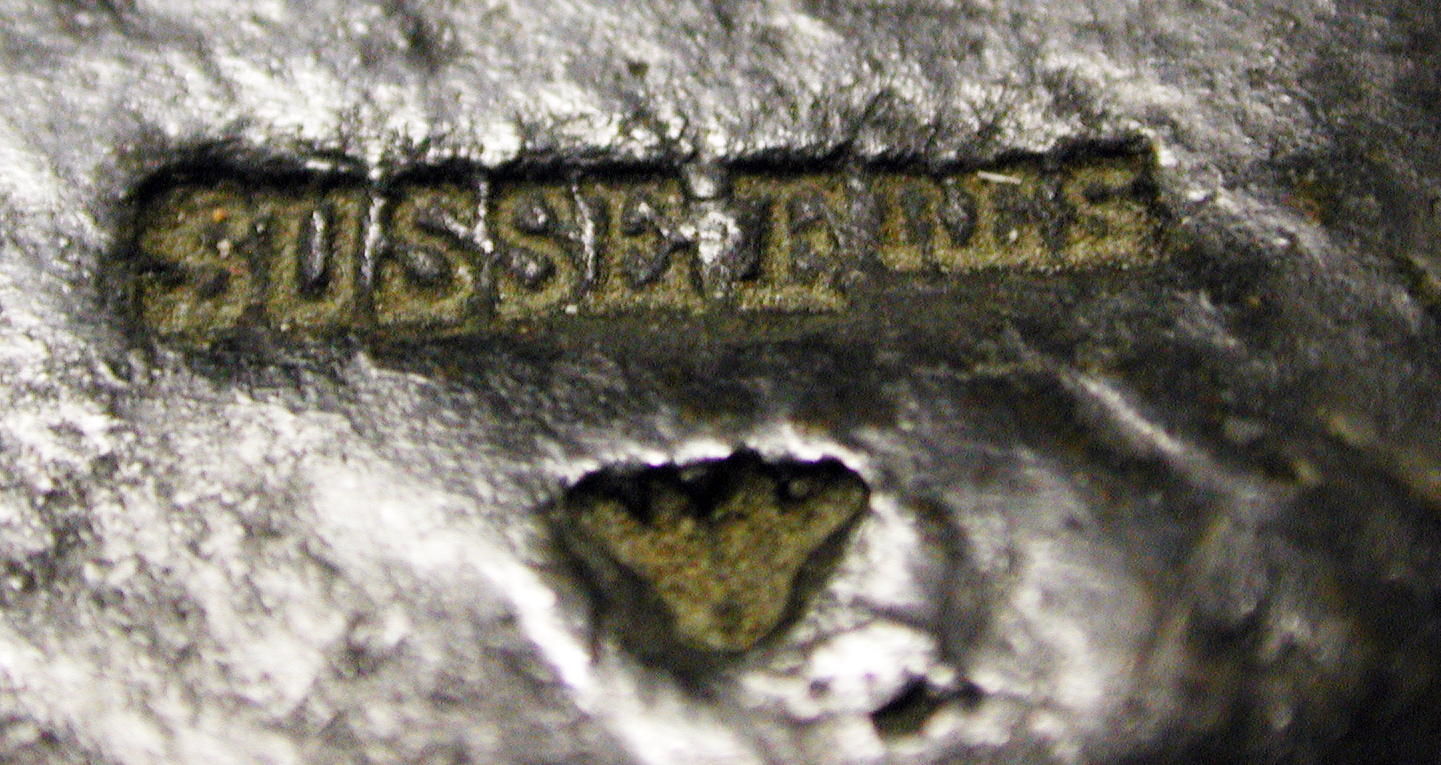
Schriftzug Susse Fres. und Gießermarke, ca. 1850–70

Susse Frères  (deutsch Gebrüder Susse) war eine von 1804 bis 1975 von der französischen Familie Susse geführte Firma in Paris, deren Mitglieder sich über fünf Generationen neben Papeterieprodukten und kurzzeitig auch Fotokameras vorwiegend mit der Herstellung (Guss) und dem Verlag von Kunstartikeln (Éditeurs d’art) beschäftigten. Das Maison Susse Frères verfügte über verschiedene Fertigungsstätten und Ausstellungsräume, in denen Arbeiten von mindestens 380 Künstlern handwerklich umgesetzt, ausgestellt und vertrieben wurden.

## Geschichte

### Jean und Baptiste Susse
Jean Susse (* 1726), ein lothringischer Zimmermann aus Saarlouis, ließ sich 1749 in Paris nieder, um hier Möbel herzustellen. 1793 lag das Geschäft in den Händen eines seiner siebzehn Kinder, Baptiste Susse, der aber auf Grund finanzieller Rückschläge seine Besitztümer aufgeben und nach San Domingo fliehen musste, wo er 1803 verstarb.

### Nicolas und Michel Susse
Sein Bruder Nicolas Susse, ein Graveur, gründete 1804 mit André Schrantz ein Geschäft für hochwertige Papeterieartikel in der Pariser Passage des Panoramas 7 in der Nähe des Boulevard Montmartre, von wo aus sie erfolgreich Papier- und Büroartikel vertrieben. Nicolas jüngerer Bruder Michel trat 1816 in die Firma ein. Sie erwarben die Geschäftsräume in der Passage des Panoramas 7 und 8 und erweiterten die Produktpalette mit Artikeln des Kunstbedarfs. Zusätzlich brachte die Firma eine Reihe von Büchern über Zeichen- und Maltechniken heraus, darunter das „Neue kleine Handbuch der Ölmalerei, Geschlechter- und Landschaftsmalerei“ und das „Neue kleine Handbuch der Miniatur- und Aquarellmalerei von Porträts“. 1818 waren sie im Gesellschaftlichen Jahrbuch als „Hoflieferanten seiner königlichen Hoheit Duc de Berry“ gelistet. Die Geschäfte gingen gut, sodass 1827 die Eröffnung einer größeren Niederlassung am Pariser Place de la Bourse 31 nötig wurde, wo sie nun auch Kunstwerke zum Kauf oder zur Miete anboten.
Das Maison Susse Frères beauftragte zur handwerklichen Umsetzung der Kunstwerke Gießereien wie Richard et Quesnel in den 1830er, Quesnel et Cie in den 1840er und Eck et Durand in the 1850er Jahren, gefolgt von Allard et Culan und letztendlich Andro.

### Victor, Amédée und Eugène Susse

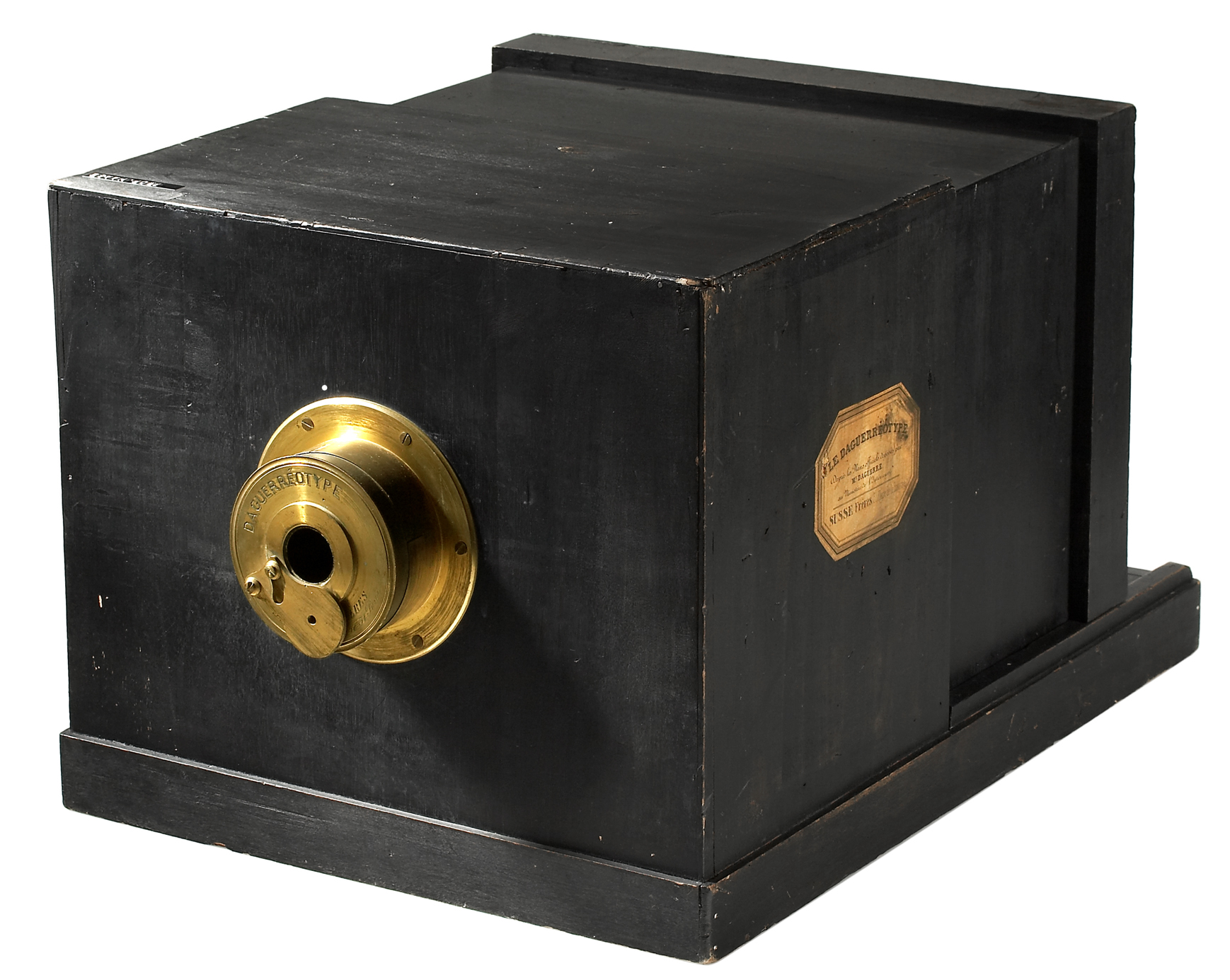
Kamera gebaut von Susse Frères, 1839

Nach dem Tod von Nicolas 1836 setzte sich Michel Susse zur Ruhe und überließ seinen Söhnen Victor, Amédée und Eugène das Geschäft. Sie nannten die Firma Susse Frères und agierten als Éditeurs d’art, also als Verleger von Kunstartikeln wie Lithografien der Kleinplastiken. 1839 begannen die Gebrüder Susse mit der Ausstellung von Kunstobjekten, nachdem sie in Faubourg du Temple, dem 10. Arrondissement von Paris, eine Gießerei erworben hatten. Im Zuge der Expansion kam weiterer Werkstattraum in der Rue Ménilmontant hinzu.
Am 19. August 1839 stellte François Arago die Erfindung der Fotografie durch Louis Daguerre und Joseph Nicéphore Nièpce offiziell der Académie des sciences und der Öffentlichkeit vor. Zwei Monate zuvor, am 22. Juni 1839, hatte Daguerre bereits Verträge mit zwei Herstellern, seinem Schwager Alphonse Giroux und den Susse Frères unterzeichnet. Die beiden Unternehmen erwarben die Rechte für die Herstellung und den Verkauf der ersten kommerziell erhältlichen Cameras obscura samt benötigtem Zubehör.
Im gleichen Jahr veröffentlichte die Firma einen sechsseitigen Katalog, in dem sie ihre Produkte vorstellte. 1840 trat die in die Réunion des Fabricants ein. Die Susse Frères kauften ab 1841 Modelle von den Bildhauern James Pradier, Charles Cumberworth und Émilien de Nieuwerkerke und schloss mit ihnen Verträge zur Reproduktion und seriellen Herstellung. 1843 richteten sie auf drei Etagen Verkaufsräume im Geschäft am Place de la Bourse 31 ein, wo sie ihre kleinplastischen Gruppen und Statuetten zur Ausstellung und zum Verkauf brachten. 1847 erwarben sie einen „Reduzierapparat“ (réducteure) von Frédéric Sauvage zur Verkleinerung kolossaler Werke auf Plastiken im Kleinformat. Victor Susse wurde 1848 zum stellvertretenden Vorsitzenden der Réunion des Fabricants gewählt.
Nach dem Tod von Eugène Susse 1848 teilten Victor und Amédée die Verantwortlichkeiten zwischen ihnen auf, wobei Amédée sich hauptsächlich dem Geschäft mit Schreibwaren und Büroartikeln widmete. Er entwarf eine Perforiermaschine für Briefmarkenbögen, die er 1861 zum Patent anmeldete. Auf der Great Exhibition von 1851 wurde Susse mit einer Medaille ausgezeichnet.
Nach Victors Tod 1860 führte Amédée das Geschäft weiter, ab 1872 mit seinen Söhnen Albert und Léon.
1874 verklagte John Pradier, der Sohn des Bildhauers James Pradier, die Firma wegen der Vervielfältigungsrechte an den Werken seines Vaters. Pradier gewann, und Susse musste die Reproduktion der Werke nach mehr als dreißig Jahren aufgeben. 1875 veröffentlichten die Gebrüder Susse 1875 einen Gesamtkatalog, der eine Liste aller Werke der damaligen Firma enthielt. Zu den Künstlern, die exklusiv unter Vertrag genommen wurden, gehörten Pierre-Jules Mêne, Auguste Cain und Pierre-Nicolas Tourgueneff. Die Compagnie veröffentlichte auch Arbeiten von Louis-Ernest Barrias, Jules Dalou, Agathon Léonard, Théodore Rivière, Hector Lemoire, Alexandre Falguière, Mathurin Moreau und Paul Richer. Um 1875 ging die Hälfte ihrer Produktion in den Export.

### Albert und Léon Susse

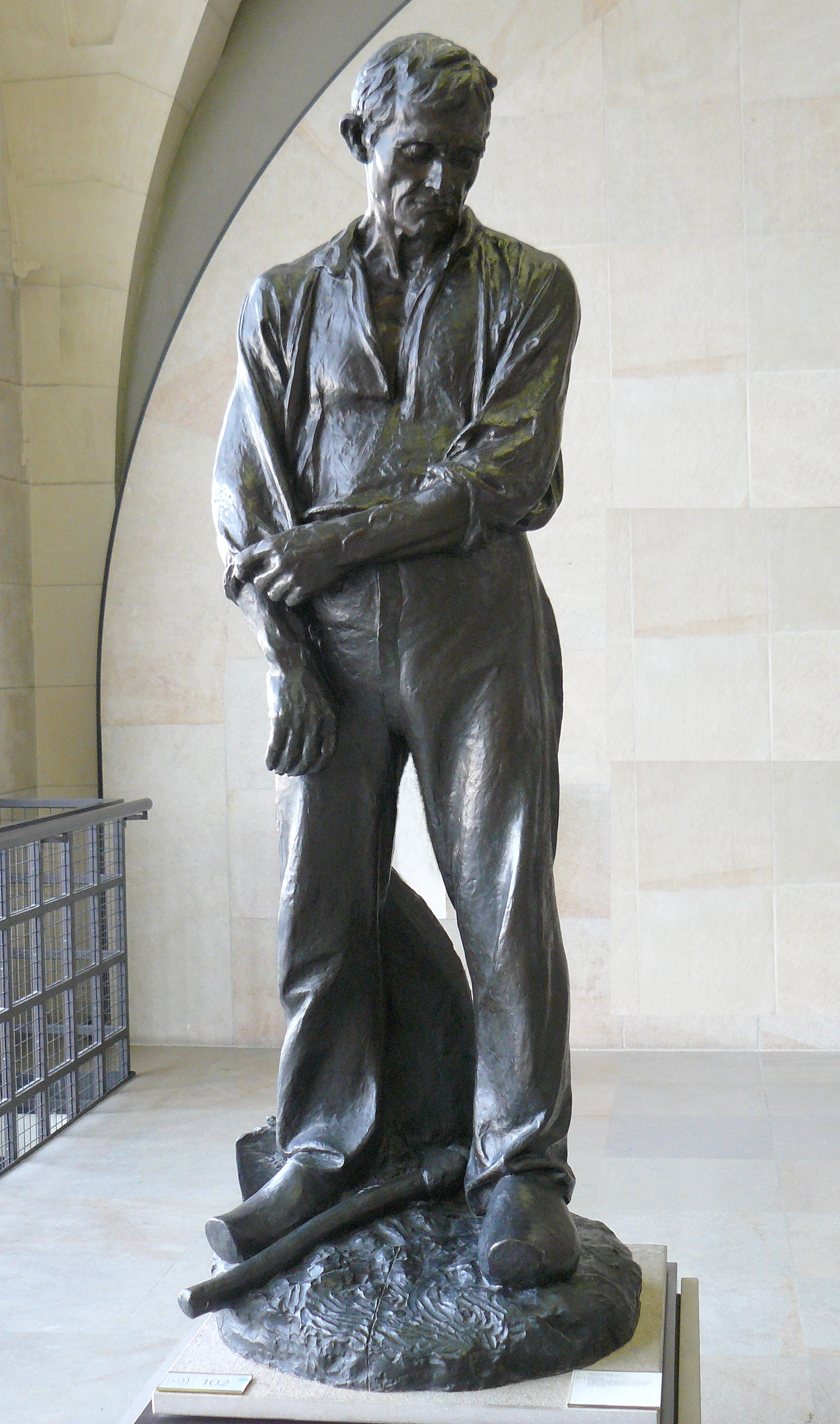
Statue Grand paysan von Jules Dalou, 1904 von Susse frères gegossen.

Nach Amédées Tod 1880 übernahmen seine Söhne Albert und Léon das Maison Susse. Albert Susse wurde im Mai 1894 in die Ehrenlegion aufgenommen. 1902 eröffneten sie auf dem Boulevard de la Madeleine 13–15 ein neues und luxuriöses Geschäft. Auf der Ausstellung Liège International – 1905 erhielt Susse den Grand Prix. 1909 wurde Albert Susse zum Präsidenten des „Verbandes der Bronzehersteller“ gewählt. Léon Susse verstarb 1910. Sein Bruder Albert stiftete 1921, ein Jahr vor seinem Tod, den Susse-Frères-Preis als Anerkennung für die besten Lehrlinge.

### Jacques Susse
Albert’s Sohn Jacques Susse trat 1904 in die Firma ein. Albert ging 1911 in den Ruhestand und verkaufte die Firma 1914 an Jacques, der 1918 in der Rue Diderot 27 in Issy-les-Moulineaux eine Gießerei eröffnete, in der er nach dem Wachsausschmelzverfahren arbeitete. Technische Schwierigkeiten führten zu einer raschen Einstellung dieses Produktionsverfahrens bis 1920.  Jacques schloss die Galerie am Place de la Bourse 1925 und verlegte die angrenzenden Werkstätten in die Avenue Jeanne d’Arc 7 nach Arcueil. Die Galerie am Boulevard de la Madeleine ließ er renovieren und stellte dort zeitgenössische Künstler des Art déco wie auch Arbeiten von Auguste Rodin und Antoine Bourdelle aus. 1927 wandelte Jacques die Firma in eine Aktiengesellschaft um. 1930 wurde der Sauvage-Reduzierungsprozess zugunsten des Brunet-Reduzierers aufgegeben, den Jacques als effizienter ansah. Während des Zweiten Weltkriegs verkaufte Jacques das Gebäude am Boulevard de la Madeleine, Susse Frères blieben aber die Mieter.

### André Susse

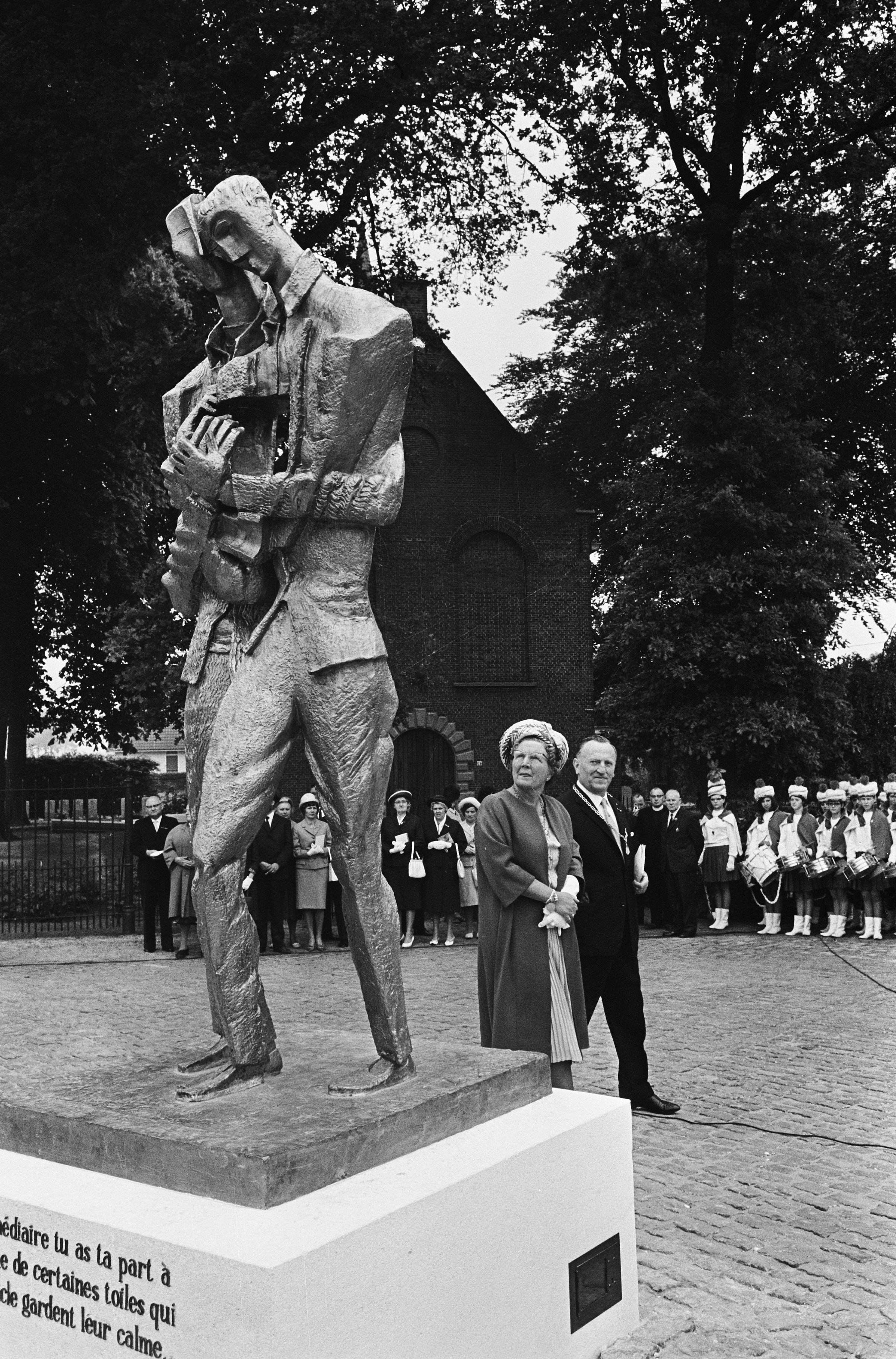
Vincent van Gogh und sein Bruder Theo von Ossip Zadkine, Susse 1964. Königin Juliana enthüllte die Statue im niederländischen Zundert.

1948 vertraute Jacques seinem Sohn André Susse die Leitung des Unternehmens an, der ihm bereits seit 1933 zur Seite gestanden hatte. 1949 eröffnete dieser ein neues Geschäft in der Rue Boissy-d’Anglas. Gemeinsam mit seiner Ehefrau Arlette brachte André Susse Werke von modernen Künstlern wie Salvador Dalí, Max Ernst, Barbara Hepworth, Joan Miró, Henry Moore und der zeitgenössischen Künstler Fernando Botero, Marguerite Blume-Cárdenas, Barry Flanagan und Baltasar Lobo heraus. Nach 1951 führte André Susse nur noch die Werkstätten in Arcueil und das Geschäft an der Rue Boissy-d’Anglas. 1953 gab er schließlich seine verlegerische Tätigkeit als Éditeur d’Art auf. Nach dem Tod seines Vaters Jacques 1954 schloss André 1955 das Geschäft an der Rue Boissy d’Anglas und konzentrierte sich auf die Gießerei in Arcueil. André starb 1961; seine Witwe führte die Firma bis 1975 weiter, als sie sich entschloss die Firma zu verkaufen.

### Susse heute
Heute besteht eine Galerie namens Susse Frères in Galerie de Montpensier 56-62, Paris und eine Gießerei mit dem Namen Susse Fondeur in der Rue Perrot 19 von Malakoff, die sich der Tradition der Namensgeber verpflichtet fühlen. Sie nennen auf ihrer „nicht vollständigen Liste“ 380 Künstler, für die die Susse-Gießerei in der Vergangenheit Bronzen hergestellt hat.

Beispiele von Arbeiten, die von Susse Frères herausgegeben wurden:
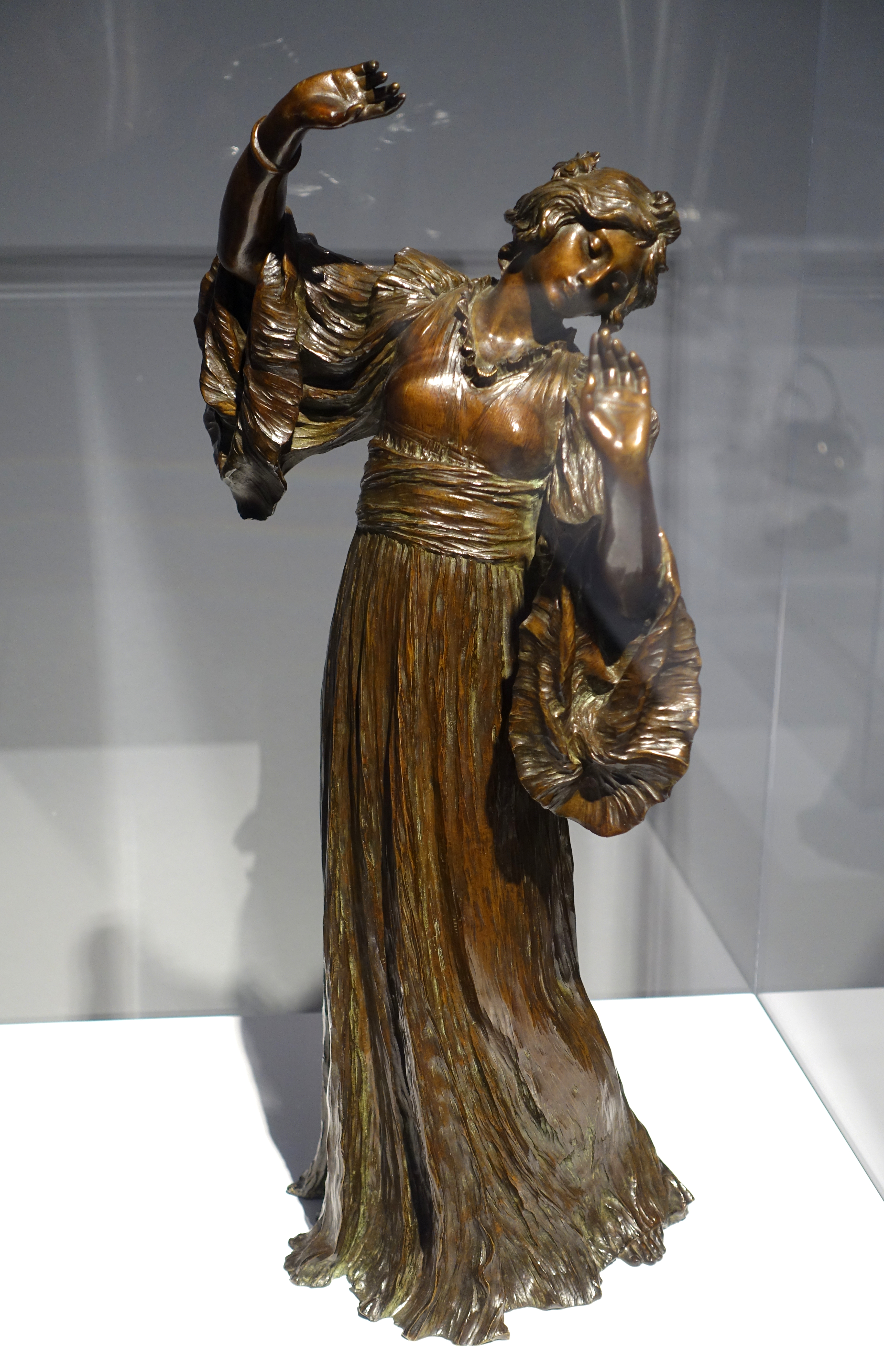
Agathon Leonards Tänzerin mit Armband, Bröhan-Museum Berlin
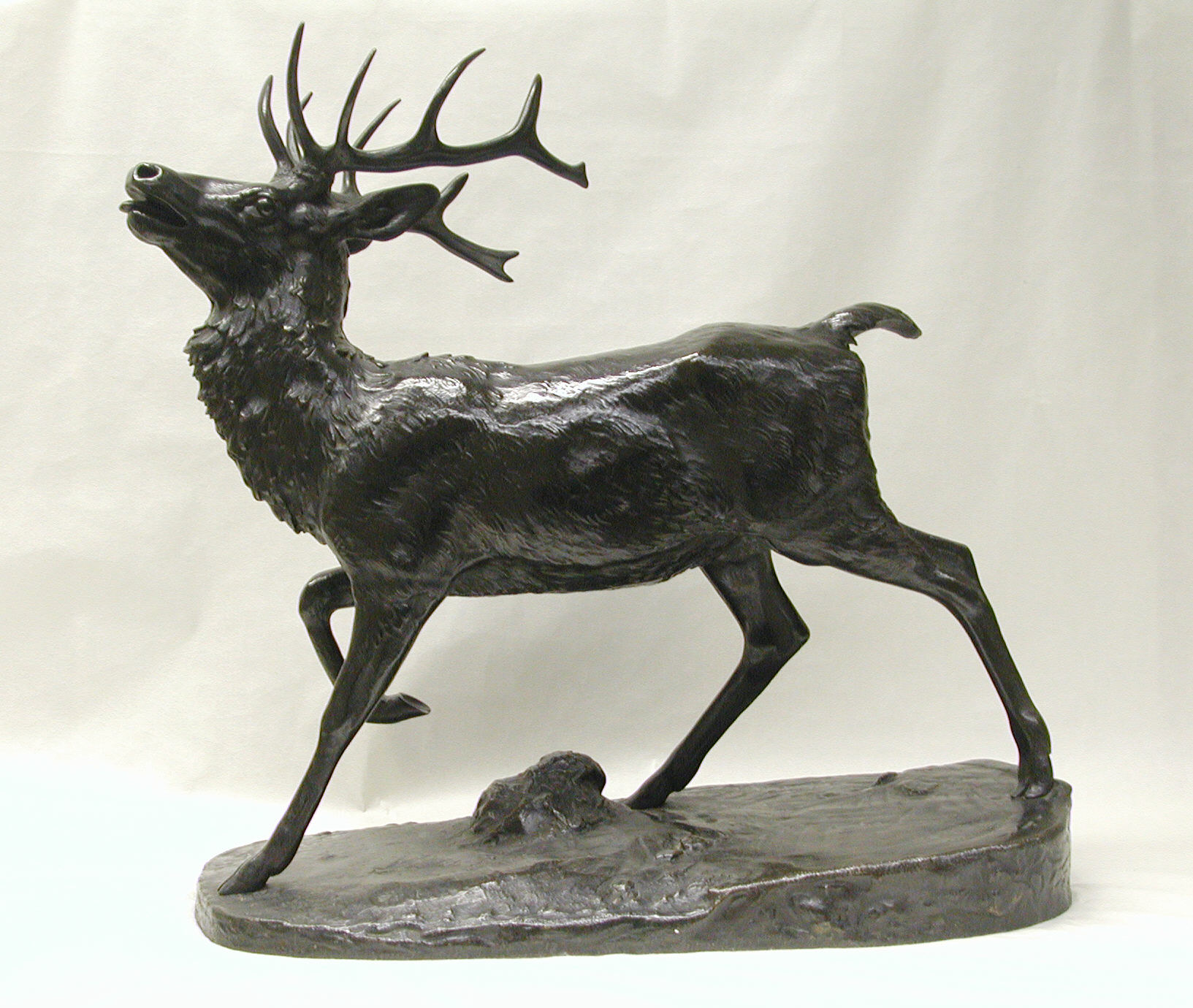
Louis-Ernest Barrias’ Stehender Hirsch, Metropolitan Museum of Art,  New York City
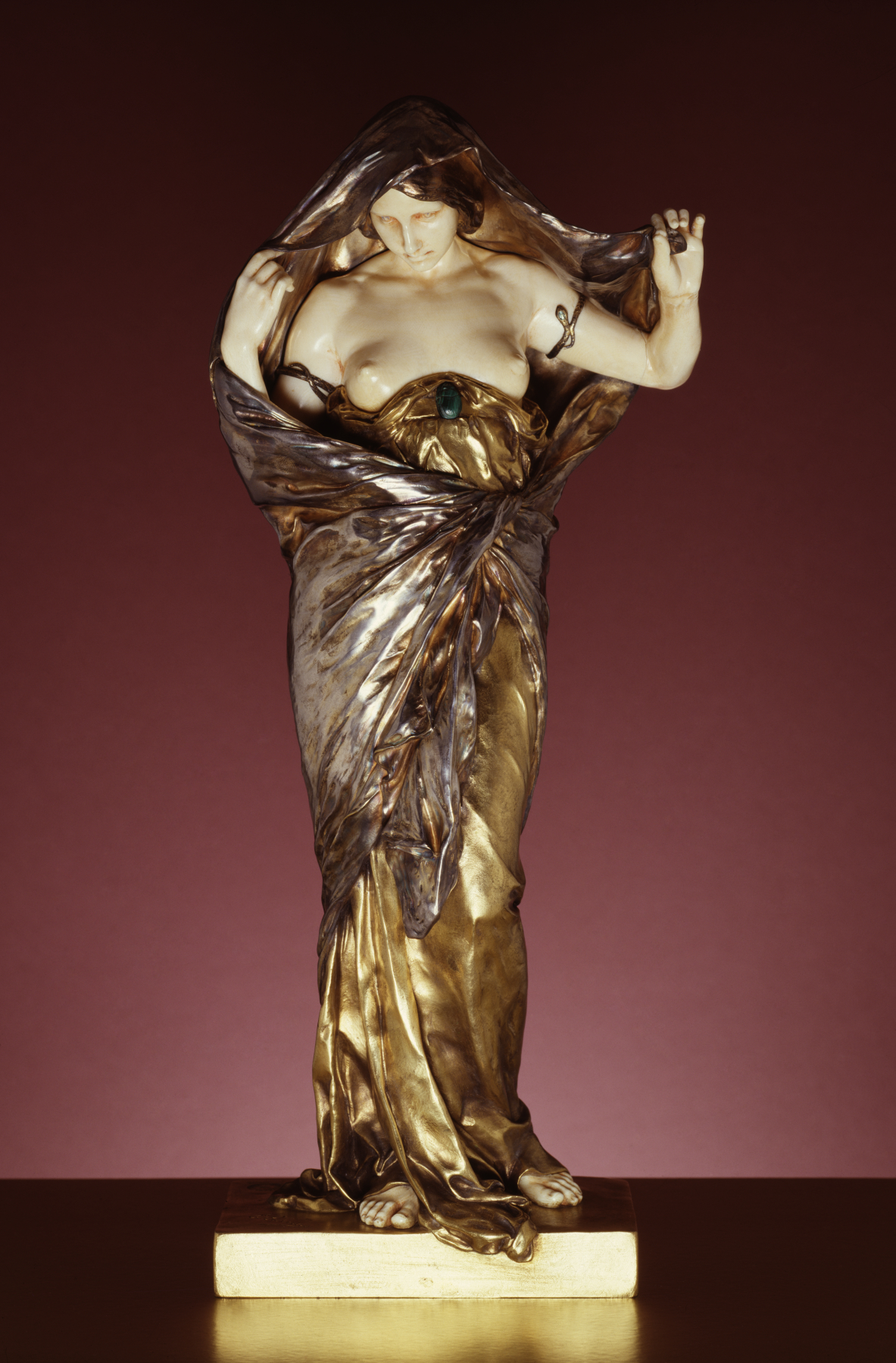
Barrias’ Geheimnisvolle und verschleierte Natur offenbart sich vor der Wissenschaft im Walters Art Museum, Baltimore
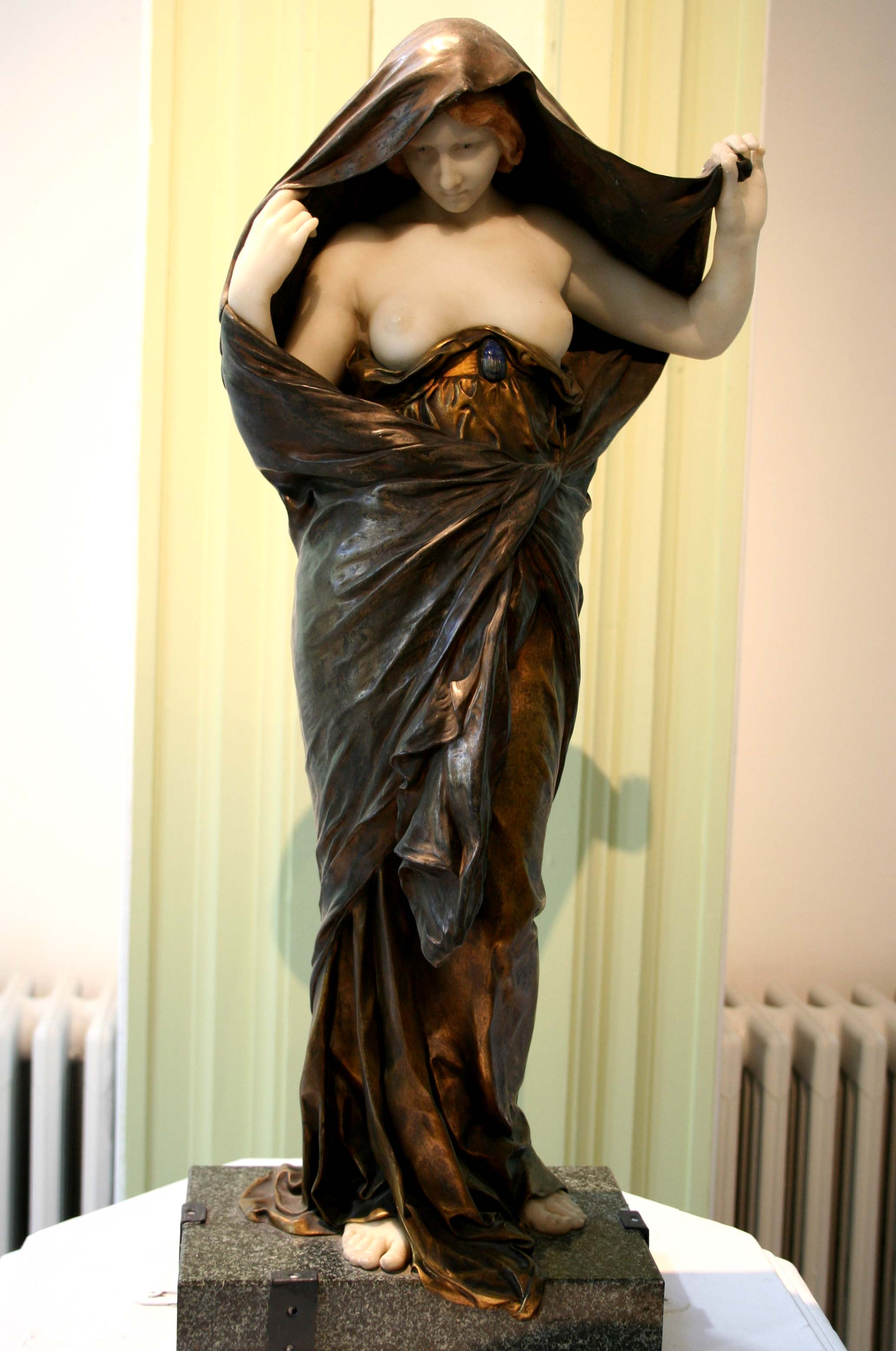
Gleiches Thema, Musée des Beaux-Arts de Nice